# Хардкор-техно
Хардкор — жанр электронной танцевальной музыки, появившийся в начале 1990-х годов. Стиль характерен быстрым темпом (150—200 ударов в минуту и выше) и использованием искажённых и атональных индустриальных звуков и семплов.
Также нужно отметить тяжелую прямую бочку с использованием эффекта distortion. Появление и развитие можно отметить в нескольких странах. Прежде всего это Нидерланды, Германия и Бельгия.

## Методы создания музыки
Хардкор-техно обычно составляется с использованием музыкальных секвенсеров. Многие более ранние треки были сочинены на домашних компьютерах с программным трекерным синтезатором. Широкая доступность компьютеров в сочетании с отсутствием финансового вознаграждения означает, что многие хардкор-техно музыканты писали треки для собственного удовольствия и с использованием различных музыкальных инноваций. Основные музыкальные инструменты, используемые в написании хардкор-музыки — драм-машина «Roland TR-909», басовый синтезатор (bassline) Roland TB-303, синтезаторы «Roland» серии «Juno» и «Jupiter». Самое широкое распространение получил Roland Alpha Juno 2, его звуки широко использовались такими музыкантами как Ruffneck, Predator.

## Стили хардкора
- Брейккор — стиль, объединяющий в себе элементы драм-н-бейса, хардкор-техно и IDM в ориентируемый на брейкбит-звук, скоростной, сложный, максимально плотный.
  - Раггакор —  представляет собой более быстрый современный рагга-джангл с рэгги басом и характерной рагга-читкой.
- Габбер — один из оригинальных стилей хардкора, появившийся в Роттердаме в начале 1990-х. Характеризуется быстрым звучанием быстрых ударных и быстрыми семплами.
  - Мейнстрим-хардкор (англ. Mainstream hardcore) — основное направление в хардкоре, в котором делают музыку многие коммерческие исполнители. Насыщен словами, мелодичен, легко запоминается.
- Диджитал-хардкор — стиль, объединяющий хардкор-панк с электронной музыкой.
- Олдскул хардкор-техно (англ. Old school hardcore techno, хардкор-техно старой школы) — этот термин обычно используется для треков, сочинённых в начале 90-х годов (1990—1993), во время периода бурного развития техно. Имеет довольно скорый темп (140-170 BPM).
- Спидкор (англ. Speedcore) — основные отличия этого подстиля — ещё более быстрый темп, более тяжёлая для восприятия бочка, шумы вместо мелодии. Иногда в спидкоре можно встретить семплы электрогитар.
- Терроркор (англ. Terrorcore) — хардкор с использованием «страшных», «злых» звуков. Популярный в Роттердаме (Голландия) в середине и в конце 1990-х годов.
- Френчкор (англ. Frenchcore) (иногда также Nuclearcore или Drillcore) — это подстиль хардкора, характеризующийся темпом 180—250 bpm с характерной дисторшированной бочкой, звучание которой напоминает работу атомного реактора или электродрели. Корни френчкора лежат во freetek-партиях, которые пришли из Франции, где они исполняются с техно и хардтек.
- Фриформ (англ. Freeform hardcore) — подстиль хардкора-габбера, получившийся в сочетании транскора и хэппи-хардкора. Часто во фриформе можно услышать элементы таких стилей, как эйсид-хаус и драм-н-бейс. Его также называют эсидкор, в нём, как и в транскоре, присутствует обильное количество трансовых семплов.
- Хэппи-хардкор (англ. Happy hardcore), и его подвид UK-хардкор (англ. UK hardcore) — для этого подстиля характерны весёлые заводные мелодии, вокал, фортепианные проигрыши, а также использования брейкбитовых ломанных бочек быстрого темпа (150—190 BPM). Как правило присутствует женский, ускоренный, или детский вокал.
- Кроссбрид (англ. Crossbreed) — стиль, сочетающий элементы габбера, драм-н-бейса и индастриала, характеризуется темпом от 160 до 180 BPM (реже 200).Часто используются промышленные звуки и эффекты, чтобы создать интенсивную и динамичную атмосферу.
- Хардстайл (англ. Hardstyle)
- Флэшкор

Существует много названий и определений, которые используются по-другому в различных областях. Часто некоторые подстили хардкора классифицируются городом или страной, в которой они произведены, например, франкфуртский звук, французский звук, бельгийский звук, голландский звук и так далее.